# 天主教阿切伦萨总教区
天主教阿切伦萨总教区是罗马天主教在意大利南部巴西利卡塔大区波坦察省设立的一个教区，成立于公元4世纪，1203年与马泰拉教区合并，1954年再度分开。目前附属于波坦察-穆罗卢卡诺-新马尔西科教省。。
現任總主教為方濟各·西魯福，榮休總主教為彌額爾·斯坎迪菲奧。